# Katalin Makray
Katalin Makray-Schmitt (ur. 5 kwietnia 1945 w Vasvárze) – węgierska gimnastyczka sportowa. Srebrna medalistka olimpijska z Tokio.
Brała udział w dwóch igrzyskach olimpijskich (IO 64, IO 68). W 1964 zajęła drugie miejsce w ćwiczeniach na poręczach (zwyciężyła Polina Astachowa). Jej mąż Pál Schmitt, szermierz i medalista olimpijski, był prezydentem Węgier w latach 2010-2012.